# Grifa (herramienta)
Grifa o llave grifa dobladora (bending wrench) es una herramienta manual consistente en un mango rígido con dos salientes en uno de sus extremos, utilizada en herrería y construcción para curvar y doblar varillas metálicas. Esta llave fija también se utiliza en industrias con instalaciones hidráulicas como herramienta de ayuda en la apertura o cierre de válvulas manuales de volante.
La llave ajustable correspondiente a la grifa sería la llave grifa o Stillson.